# Acthelmis intestinalis
Acthelmis intestinalis is een zeeanemonensoort uit de familie Halcampidae.
Acthelmis intestinalis is voor het eerst wetenschappelijk beschreven door Fabricius in 1780.